# Diccionari mèdic

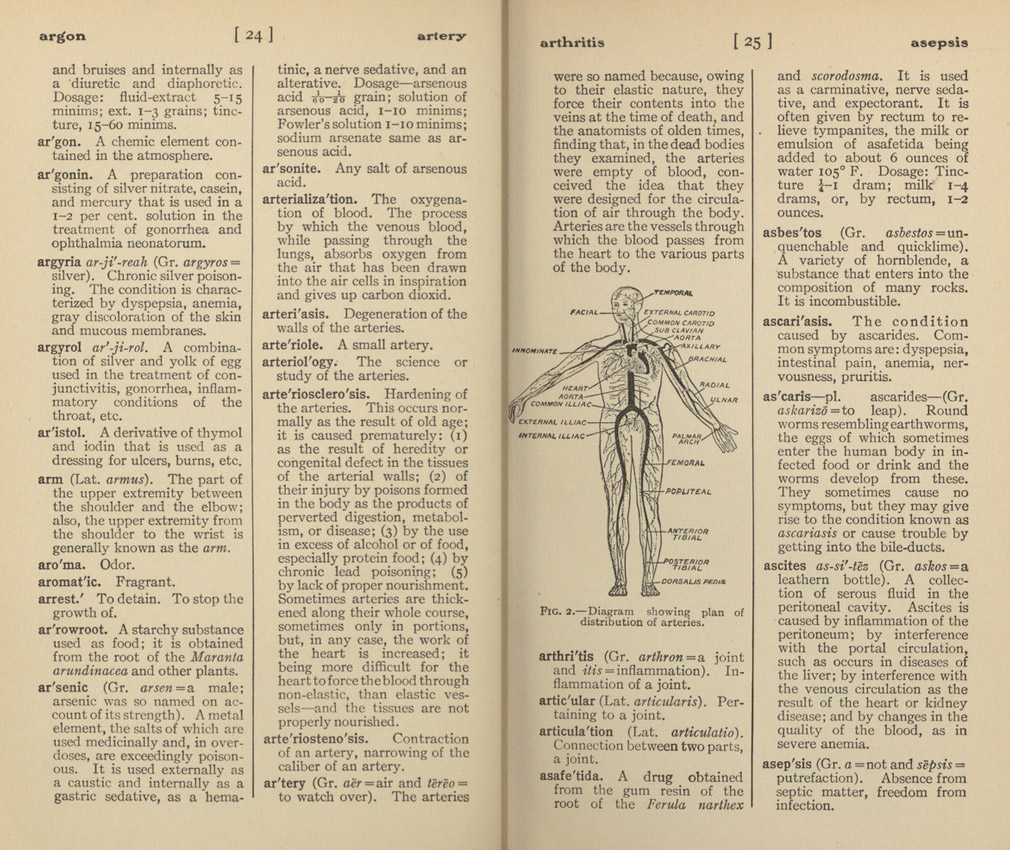
Pàgina de definicions del "Diccionari mèdic per a infermeres" d'Amy Pope (1914)

Un diccionari mèdic és un lèxic de paraules utilitzades en medicina. Els tres diccionaris mèdics principals dels Estats Units són Stedman's, Taber's i Dorland's. Elsevier distribueix altres diccionaris mèdics significatius. Els diccionaris solen tenir diverses versions, amb contingut adaptat per a diferents grups d'usuaris. Per exemple, el Diccionari mèdic concis de Stedman i el de Dorland són per a ús general i cura de la salut relacionada, mentre que les edicions de text complet són obres de referència utilitzades per estudiants de medicina, metges i professionals de la salut. Els diccionaris mèdics estan disponibles habitualment en format imprès, en línia o com a paquets de programari que es poden descarregar per a ordinadors personals i telèfons intel·ligents.

## Història

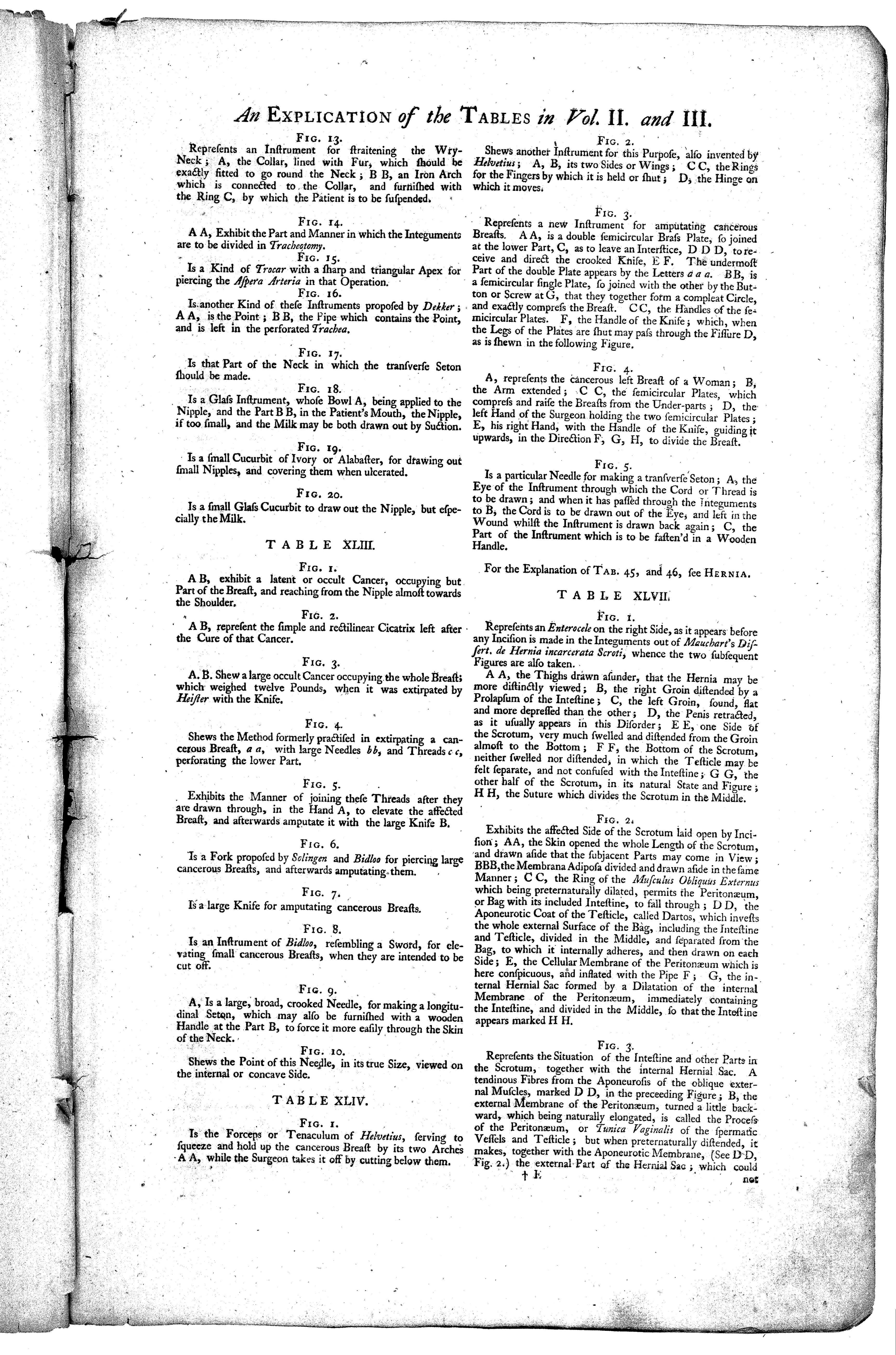
Una pàgina del diccionari A Medicinal de Robert James; Londres, 1743-45

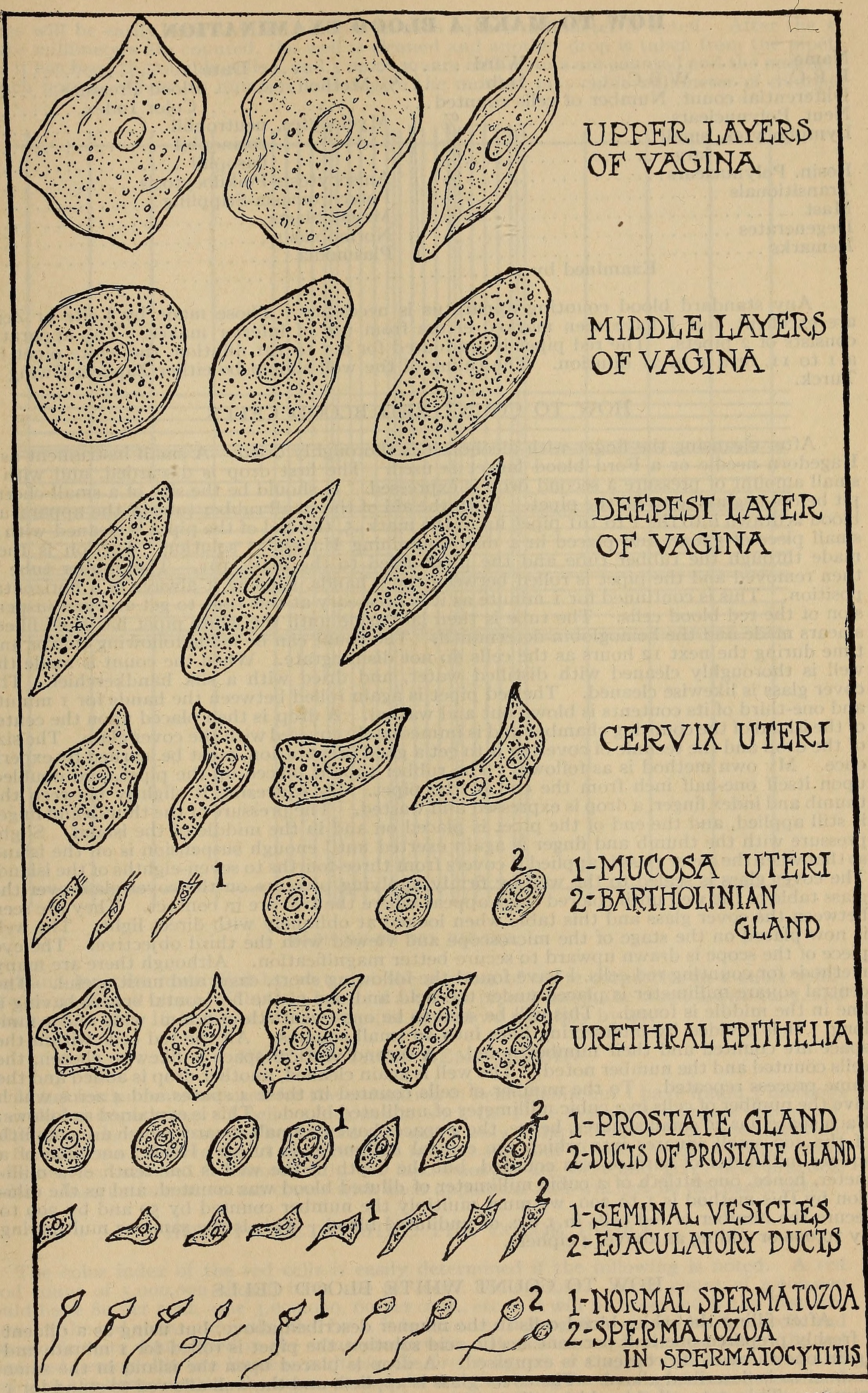
Una il·lustració del diccionari mèdic d'Appleton ; editat per SE Jelliffe (1916)

Els primers glossaris de termes mèdics coneguts es van descobrir en papir egipci escrit cap al 1600 aC Altres precursors dels diccionaris mèdics moderns inclouen llistes de termes compilades a partir del Corpus Hipocràtic al segle I dC.
El Synonyma Simonis Genuensis (els Sinònims de Simó de Gènova), atribuït al metge del papa Nicolau IV l'any 1288, va ser imprès per Antoni Zarotus a Milà el 1473. En referència a una còpia conservada a la biblioteca del Col·legi de Metges de Filadèlfia, Henry va escriure l'any 1905 que «És la primera edició del primer diccionari mèdic». Tanmateix, aquesta afirmació es discuteix, ja que la composició només incloïa llistes d'herbes i drogues. En temps d' Antonio Guaineri (mort el 1440) i Savonarola, aquesta obra va ser utilitzada juntament amb altres per Oribasius, Isidor de Sevilla, Mondino dei Liuzzi, Serapion i Pietro d'Abano. Aleshores, com ara, els escriptors van lluitar amb la terminologia utilitzada en diverses traduccions d'obres anteriors al grec, llatí, hebreu i àrab. Les obres posteriors de Jacques Desparts i Jacopo Berengario da Carpi van continuar construint sobre el Synonyma.

## Definicions
Als diccionaris mèdics, les definicions haurien de ser, en la major mesura possible:
- Simple i fàcil d'entendre,[8] preferiblement fins i tot pel públic en general[9]
- Útil clínicament[9] o en àrees relacionades on s'utilitzarà la definició.[8]
- Específic,[8] és a dir, llegint només la definició, idealment no hauria de ser possible referir-se a cap altra entitat que no sigui la que s'està definint.
- mesurable[8]
- Reflecteix el coneixement científic actual[8][9]